# Blefarofimosi
La blefarofimosi è una condizione di riduzione dell'ampiezza della rima palpebrale sia in senso longitudinale (a causa della ptosi palpebrale) sia trasversale (a causa dell'epicanto inverso). Il ponte nasale appare piatto, con ipoplasia dei bordi orbitali, e gli occhi più distanti tra loro rispetto al normale (telecanto): i soggetti che ne sono affetti presentano uno sguardo caratteristico.

## Eziologia
La condizione può essere di origine genetica, trasmessa come carattere autosomico dominante, o dovuta a infezioni croniche della cornea o traumi.

## Trattamento
Nei casi più lievi viene in genere eseguita una terapia di mantenimento mentre negli altri casi viene adottato un trattamento chirurgico.

## BPES
La sindrome blefarofimosi-ptosi-epicanto inverso (BPES) è una malattia genetica associata alla mutazione del gene FOXL2 presente sul cromosoma 3q23. La trasmissione è autosomica dominante, ma fino al 50% delle mutazioni sono nuove e non ereditate. La sindrome viene distinta in BPES di tipo I o II a seconda che rispettivamente vi sia o non vi sia anche la presenza di infertilità femminile dovuta a insufficienza ovarica.